# Солодов Юрій Петрович
Солодов Юрій Петрович (2 січня 1920, с. Ободово Стеровского району Калінінської області, Російська Федерація — 17 вересня 1975) — радянський військовий діяч, генерал-майор.

## Життєпис
Закінчив:
1936 — 1 курс Діріжаблебудівельного інституту
1940 — річні курси працівників радянської торгівлі
1956 — Військово-політичну академію ім. В. І. Леніна
1966 — 3-х місячні курси перепідготовки та удосконалення політскладу.
Учасник Другої Світової війни (20.9.1941 — 20.9.1943).
На посаду начальника ДВВПУ призначений з посади першого заступника начальника політвідділу армії в 1967 і займав її до 1972.
Звільнений у запас в 1972.
Помер 17 вересня 1975 і похований в м. Одесі.

## Нагороди
- ордени[які?]
- медалі[які?]